# إستري (باد كاليه)
إستري، باد كاليه (بالفرنسية: Estrée)‏ هي بلدية تقع في إقليم باد كاليه من منطقة نور با دو كاليه في شمال فرنسا. تبلغ مساحة هذه المدينة 4.47 (كم²)، وترتفع عن سطح البحر 13 م، يبلغ عدد سكانها 276 نسمة حسب إحصاء المعهد الوطني للإحصاء والدراسات الاقتصادية سنة 2009 م. وترأس Daniel Jumez البلدية خلال فترة (2001-2008).